# Радислав Зличанський
Радислав або Радслав (поч. Х ст.) — князь Зличанський та Куримський, правитель білих хорватів, що мешкали в Моравії. Протистояв князю Богемії Вацлаву I між 929 і 935 роками, але програв боротьбу. Після цього про нього немає відомостей.

## Життєпис
Радислав був князем білих хорватів, зличан та інших центральнослов'янських племен що мешкали між Карпатами та Богемією. Його столицею було місто Курим (Kouřim). Є версія що його сестрою або донькою, ймовірно, була Стрежислава, дружина князя Славник (князь).

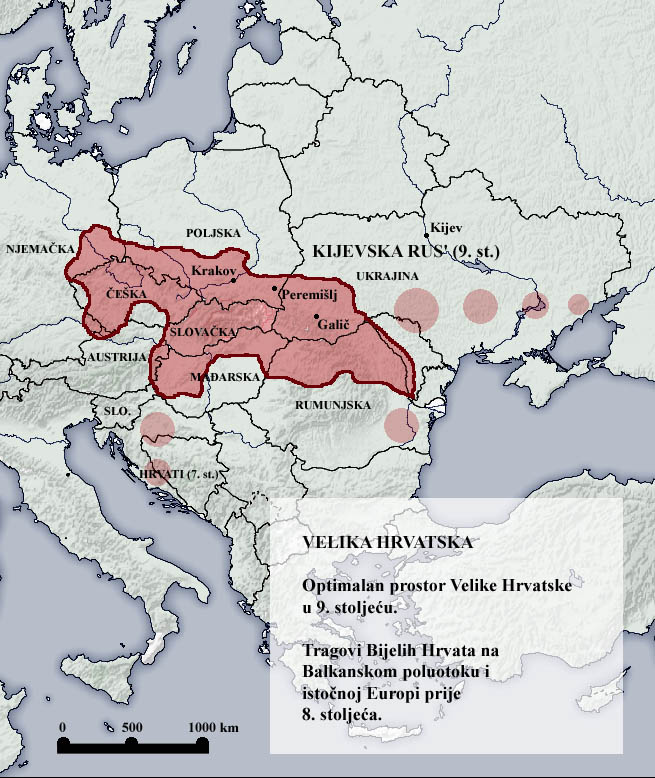
Мапа Великої Білої Хорватії, ІХ століття

Єдина згадка про Радислава походить з літопису Далимила, автор якого спирався на Християнову легенду.
"Бо повстав один замок, який називався Курим, який на той час був ще могутній за кількістю людей, і намагався разом із князем, який жив у ньому, виступити проти Вацлава. Але коли було вбито достатньо людей з обох сторін, усі погодилися, що тільки двоє князів повинні битися разом, і хто з них переможе, той і буде правити. Тоді, коли князі рушили один до одного, бажаючи битися, небесний Бог показав князю Радиславу небесне видіння, як святий Вацлав має на чолі сяючий образ святого хреста. Побачивши це, він далеко кинув свою зброю, кинувся йому в ноги і заявив, що ніхто не здолає того, кому Бог приносить допомогу таким знаком." Християнська легенда.
Між 929 і 935 рокам князь Вацлав почав розширювати свої території за рахунок сусідніх племен, і викликав князя Радислава на особистий поєдинок, але Радислав "побачив біля Вацлава двох ангелів і не заподіяв йому шкоди". Після цього він повернувся до Куриму зі своїм військом. Можливо, був споріднений з князем Воком.
Радислав залишився князем Куримським, де він правив самостійно від Вацлава. 